# وادي برك
وادي برك ال بريك  من أودية نجد المشهورة.
وادي برك من الأوديه المشهوره في نجد وا معروفين اهـله بي الكرم وا الشجاعه وا الجود وا نعم الخوه وا الجيره ال بريك هم اهـل الكرم على راس أميرهم الزقروط

## الموقع
يبعد الوادي عن مدينة الرياض بنحو 180 كلم جنوبًا في الطريق المتجه إلى حوطة بني تميم والأفلاج ووادي الدواسر. يقع الوادي تحديدًا بعد محافظة حوطة بني تميم بحوالي 40 كلم.

## في كتب الرحالة
يقول عبد الله بن محمد بن خميس في معجم اليمامة عن برك وحدوده: «يحد برك من الشمال (وادي بريك) ووادي الحوطة والحلوة وروافده ويحده من الجنوب وادي طلحا ويصب في برك روافد كثيرة هي إذا انحدرت معه شرقاً عن يمينك الهيره، والعواشز، والثميلة، والجضيع، والساحبة، والقوس، والمخضار، والبتراء، والبتيراء، وعن يسارك: بوضان وشعيبات الصقور والخنيفسة والدابرة والمخلاف وشعيب الغار والمقيصرات والملواط. وأعلى وادي برك يقال له (السروح) ويصب تلقاءها شعب يسمى حسيك من هذا المكان إلى مدفع وادي طلحا في برك بما مسافته حوالي خمسة أميال هذه المسافة مضيق تخنقه الجبال يمينا وشمالا ويسمى مثعب برك - ميزاب برك وفي متسعاته ومنعطفاته توجد آبار ومزارع لأناس من القبابنه السهول قامت حديثا».
قال حمد الجاسر: «برك من أشهر الأودية التي تخترق جبل العارض (عارض اليمامة) وهو جبل طويق وينحدر من عالية نجد من أعلى عرض شمام المعروف الآن باسم (العرض) ومن بلاد الرين فتجتمع سيول أودية كثيرة من تلك الناحية وتتجة شرقا فتخترق الجبل جبل العارض جنوب الحوطة عل مقربة منها ثم يفيض سيله في النصبية روضة تسمى ذات نصب».
قال صاحب معجم البلدان ياقوت الحموي: «وبرك أيضا وادي لبني قشير بأرض اليمامة يصب في المجازة وقيل لهزان ويلتقي هو والمجازة بموضع يقال له (أجلة) و(حضوضي) فأما برك في مهب الجنوب». ذُكر برك في كتاب صفة جزيرة العرب لمؤلفه الهمداني بقوله: «والخرج قاع مثل يدك وحصون ويدفع فيه من الأودية نعام وبرك ووتدي المجازة». وقد ذكر محمد بن بليهد في كتابه صحيح الأخبار عما في بلاد العرب من الآثار وقال: «برك فهو أعظم من بريك وهو أكبر أودية عارض اليمامة وهو ينصب من الغرب إلى جهة الشرق في جنوبي وادي بريك وفيه قسم عظيم من قرى الحوطة حوطة بني تميم وفيه مدينتهم وفيه الحلوة والقويع والعطيان وقرى كثيرة». وقد مر به المستشرق هاري سانت جون فيلبي ودونه في رحلته الشهيرة في كتابه قلب الجزيرة العربية حين كان عائدا من الجهة الجنوبية من نجد عندما قال مخاطبا من كان معه في رحلته قال أصريت أن نقضي يوما سعيدا رغم حرارة الطقس بجوار برك. وذكر ابن الفقيه في وصف المجازة واليمامة في كتابه مختصر البلدان وبالمجازة نهران وبأسفلها نهر يقال له سيح الغمر وبأعلاها قرية من أرض اليمامة ساكنه بنو ذبيان وبنو عبس من غطفان وبطون من هوازن، وبها أخلاط من الناس من موالي قريش وغيرهم وبها جبل يقال له (شهوان) يصب فيه برك ونعام ووراء المجازة فلج.

## الوصف
يُعد وادي برك أرض إرساب، إذ يبلغ سمك حشو الوادي 55 متر، عرض الوادي يتراوح بين 30 إلى 60 متر، وعمقه 10 أمتار.